# 6655 Nagahama
6655 Nagahama (1992 EL1) là một tiểu hành tinh vành đai chính được phát hiện ngày 8 tháng 3 năm 1992 bởi A. Sugie ở Đài thiên văn Dynic.